# Linia kolejowa Wasilewicze – Chojniki
Linia kolejowa Wasilewicze – Chojniki – linia kolejowa na Białorusi łącząca stację Wasilewicze ze ślepą stacją Chojniki.
Linia znajduje się w obwodzie homelskim, w rejonach rzeczyckim i chojnickim.
Na całej długości linia jest niezelektryfikowana i jednotorowa.